# Caaeteboia amarali
Caaeteboia amarali — вид змій родини полозових (Colubridae). Ендемік Бразилії. Вид названий на честь бразильського герпетолога Афраніу ду Амарала.

## Поширення і екологія
Caaeteboia amarali мешкають в штатах Санта-Катарина, Сан-Паулу, Ріо-де-Жанейро, Еспіріту-Санту і Баїя на південному сході Бразилії. Вони живуть в атлантичних лісах та в прибережних заростях рестінги. Ведуть наземний спосіб життя. Живляться жабами і ящірками, відкладають яйця.